# Ein starkes Team: Tödlicher Seitensprung
Tödlicher Seitensprung ist ein deutscher Fernsehfilm von Johannes Grieser aus dem Jahr 2018. Es handelt sich um die 76. Folge der Krimiserie Ein starkes Team mit Florian Martens und Stefanie Stappenbeck in den Hauptrollen. Es ist der zwölfte Einsatz von Linett Wachow an der Seite von Otto Garber.

## Handlung
In einem Hotel wird Julia Sanders erstochen aufgefunden. Die Kommissare Otto Garber und Linett Wachow sehen sich am Tatort um, während Assistent Sebastian Klöckner den Nachtportier Tobias Kimmlinger befragt und erfährt, dass Julia Sanders regelmäßig im Hotel zu Gast war und stets das gleiche Zimmer gebucht hatte. So finden die Ermittler bald heraus, dass sich das Opfer über eine Seitensprungagentur wiederholt in dem Hotel mit fremden Männern traf. Alles deutet darauf hin, dass sie so auch ihrem Mörder begegnet ist. Die Recherche in der Agentur führt aus datenschutzrechtlichen Gründen zunächst nicht zum erhofften Ziel und der Richter, der zufällig bei den Kriminalisten vorbeischaut, teilt mit, dass er einen richterlichen Beschluss hierzu ablehnen wird. Erst später stellt sich heraus, dass Richter Frey ebenfalls Kunde der Agentur ist und deshalb einen Antrag abgewiesen hätte.
Assistent Sebastian Klöckner durchforstet ähnliche Tötungsdelikte der Vergangenheit und stößt dabei auf einen ungeklärten Mord vor zwei Monaten in Potsdam. Das Opfer sah Julia Sanders sehr ähnlich und Linett Wachow findet heraus, dass auch hier eine Mitgliedschaft in der Seitensprungagentur vorlag. Garber schlägt vor, seine Kollegin als Lockvogel einzusetzen, indem auch sie sich bei der Agentur anmeldet und so versucht, dem Täter auf die Spur zu kommen. Zunächst findet dieses keine Unterstützung bei Teamchef Reddemann, der jedoch seine Meinung später ändert, als man auch noch einen drei Jahre alten Mordfall in einer Pension dem aktuellen Täter zuordnen kann und es sich somit vermutlich um einen Serienkiller handelt. Linett Wachow nimmt sich ein Zimmer im Hotel, das von ihren beiden Kollegen Garber und Klöckner per Video überwacht wird. Wachow trifft sich nun mit ersten Kandidaten und nach Abgleich der gesammelten Fingerabdrücke findet sich eine Übereinstimmung mit Abdrücken aus dem Zimmer von Julia Sanders. Peter Blanke räumt ein, an jenem Abend die Frau aufgesucht zu haben, doch habe sie beim Verlassen gelebt. Die Ermittler bezweifeln zwar seine Aussage, können aber keinen Zusammenhang mit dem Potsdamer Mordfall erkennen. Er hatte zudem viel zu viele Spuren im Hotelzimmer hinterlassen, was ein Serienmörder kaum tun würde.
Nachdem Wachow Richter Frey überzeugen kann, die Daten der Seitensprungagentur doch freizugeben, findet sie einen verdächtigen Kunden, der mit Sanders in Kontakt stand. Kurzerhand verabredet sie sich mit ihm im Hotel. Es stellt sich heraus, dass es sich dabei um den Ehemann des Potsdamer Opfers handelt. Er gibt zu, dahintergekommen zu sein, dass seine Frau sich außerehelich sexuell befriedigen ließ. Deshalb hatte auch er sich bei der Agentur angemeldet und zum Schein Kontakte geknüpft. Als er seine Frau zur Rede stellen wollte, sei dieses eskaliert, und er habe sie vor Wut erwürgt. Um einer Verurteilung zu entgehen, begeht Alexander Behrens anschließend Suizid. Da er zur Tatzeit des Mordes an Julia Sanders ein Alibi hatte, scheidet er als ihr Mörder jedoch aus.
Ein unerwarteter Hinweis findet sich dann, als in der Gerichtsmedizin die Leiche einer jungen, farbigen Frau obduziert wird, die vor kurzem erstochen aufgefunden wurde. Der Stichkanal ist hundertprozentig identisch zur Tatwaffe, die auch bei Julia Sanders verwendet wurde. Ferner liegen beide Taten zeitlich dicht beieinander. Zudem  hatte die Frau als Küchenhilfe in dem Hotel gearbeitet, in dem Sanders ermordet wurde. So gerät der Nachtportier Tobias Kimmlinger in den Fokus der Ermittler. Es stellt sich heraus, dass Kimmlinger vor drei Jahren Nachtportier in der Pension war, in der damals der Mord an der Frau geschah. Garber und Klöckner versuchen Kimmlinger zu stellen und ahnen nicht, dass dieser bereits Linett Wachow in ihrer Wohnung auflauert. Als sie bemerkt, dass sie sich in Lebensgefahr befindet, versucht sie den Mann in ein Gespräch zu verwickeln. Dabei erzählt er ihr, dass ihn die Küchenhilfe beobachtet hatte, als er das Messer reinigte. Ihm blieb seiner Meinung nach keine andere Wahl, als die Frau auch noch zu beseitigen. Im Handgemenge mit dem Mörder gelingt es Wachow, ihn zu überwältigen. Nach Klöckners Recherche hatte Kimmlinger seit Jahren einen unkontrollierten Hass auf seine Mutter entwickelt, die die Familie wegen ihrer Männergeschichten verlassen hatte, als ihr Sohn sieben Jahre alt war. Stellvertretend mordete Kimmlinger nun Frauen, die seiner Mutter ähnlich sahen und die auch ihre Ehemänner betrogen.

## Hintergrund
Tödlicher Seitensprung wurde vom 20. Februar bis 22. März 2018 in Berlin gedreht und am 20. Oktober 2018 um 20:15 Uhr im ZDF erstausgestrahlt. Nach 12 Jahren Pause führt Johannes Grieser wieder die Regie in dieser Krimireihe, in der er zwischen 2001 und 2006 regelmäßig als Regisseur vertreten war.
Sputnik, dessen Rolle als Geschäftsmann in der Serie als ein Running Gag angelegt ist, verkauft dieser Folge Luftmatratzen, die sich selber aufpumpen.

## Rezeption

### Einschaltquoten
Die Erstausstrahlung am 20. Oktober 2018 erreichte 7,27 Millionen Zuschauer, was einem Marktanteil von 23,9 Prozent entsprach.

### Kritiken
Tilmann P. Gangloff befand auf tittelbach.tv: „‚Tödlicher Seitensprung‘ erzählt […] eine übliche Krimigeschichte aus der schon lange nicht mehr originellen Rubrik ‚Tod aus dem Internet‘.“ „Sehenswert ist der Film dennoch: weil der schematische Handlungskern interessant verpackt ist.“ „Durchaus ungewöhnlich für einen Familienkrimi ist der Typus der sexuell aktiven Frau, die sich nimmt, was sie will; die psychologische Erklärung für die Motive des Mörders stammt dagegen aus dem Baukasten des Serienkillerkinos.“
Bei prisma.de wertete Wilfried Geldner: „Der Fall lebt von den vielen Blindspuren, die das Drehbuch naturgemäß legt. Bei allem bleibt aber auch der Witz nicht auf der Strecke.“ Die „Gags machen manche Grellheiten auf der (verbalen) Sperma- und Kondomspur wieder wett.“ „Die Lösung entstammt [allerdings] dem Lexikon der Kriminalpsychologie, warum auch nicht. Vor Dating-Agenturen wird jedenfalls nachdrücklich gewarnt.“
Julian Miller von quotenmeter.de kam zu dem Urteil: „Aus dem psychologisch dichten Grundstock – ein Triebtäter schlachtet Frauen ab, die sich zu Seitensprüngen mit ihm verabreden – will man wenig mehr zeigen als eine Aneinanderreihung von altbackenen Klischees, verpackt in eine nicht minder altbackene moralinsaure Selbstüberhöhung, in der Seitensprung-Apps als Chiffre auf die verkommene moderne Welt herhalten müssen. […][Das] macht einmal mehr klar, dass diese Reihe erzählerisch wie inhaltlich die letzten zwanzig Jahre weitgehend verschlafen hat.“
Die Kritiker der Fernsehzeitschrift TV Spielfilm vergaben die beste Wertung (Daumen nach oben) und meinten: „Wie ein roter Faden zieht sich das Thema Betrug und Verrat in der Partnerschaft durch den soliden Fall. Leo P. Ards Skript wirkt etwas gedrechselt, einige ‚komische‘ Momente erscheinen aufgesetzt. Die Szenen der Konfrontation sind dafür umso gelungener. Insgesamt ein angemessen verwinkelter TV-Krimi, der uns bei der Stange hält.“